# دوغلاس شافي
دوغلاس شافي (بالإنجليزية: Douglas Chaffee)‏ هو رسام توضيحي أمريكي، ولد في 24 يناير 1936 في 24 يناير، وتوفي في 26 أبريل 2011.